# Herbert Mang
Herbert A. Mang (Viena, 5 de janeiro de 1942) é um engenheiro civil austríaco.
Mang foi presidente da Academia de Ciências da Áustria, de 2003 a 2006.

## Condecorações
- 1994: Membro da Academia de Ciências de Nova York
- 1995: Membro titular da Academia Europeia de Ciências e Artes, Salzburgo
- 1996 Medalha Wilhelm Exner
- 2000: Doutor honoris causa da Universidade Técnica da Cracóvia
- 2002: Condecoração Austríaca de Ciência e Arte 1ª Classe
- 2003: Doutor honoris causa (Dr. techn. h. c.) da Universidade de Innsbruck
- 2004: Doutor honoris causa do Instituto Politécnico de Kiev
- 2004: Doutor honoris causa da Universidade Técnica de Praga
- 2004: Membro Estrangeiro da Academia de Ciências da Polônia, Cracóvia
- 2004: Membro Estrangeiro da Academia Nacional de Engenharia dos Estados Unidos, Washington, D.C.
- 2007: Medalha Carl Friedrich Gauß
- 2014: Medalha Nathan M. Newmark[1]

## Livros
- com Günter Hofstetter: Computational mechanics of reinforced concrete structures. Vieweg, Braunschweig, Wiesbaden 1995, ISBN 3-528-06390-4.
- com Günter Hofstetter: Festigkeitslehre. Springer, Viena, Nova Iorque 2004, ISBN 3-211-21208-6.